# Toceni (okręg Dolj)
Toceni – wieś w Rumunii, w okręgu Dolj, w gminie Dobrești. W 2011 roku liczyła 626 mieszkańców.